# Eunômio (conde)
Eunômio (em latim: Eunomius) foi um romano do século VI, ativo na Nêustria sob o rei franco Quilperico I (r. 561–584). Em 580, foi nomeado por aclamação popular como conde da Cidade dos Turões (atual Tours) em sucessão de Leudastes. Ele cooperou com o duque Berúlfo para colocar a cidade sob controle militar e manter Gregório sob vigia. Em 584, quando pegou dinheiro emprestado com Armentário 5 para a seguridade dos impostos públicos, já estava aposentado.